# Shoutbox
Una shoutbox o tagboard è una funzionalità di alcuni siti web simile alle chat di Internet che permette a più persone di mandarsi messaggi senza il bisogno di forum o l'uso di applicazioni esterne come IRC.
Nella loro forma più semplice, sono una semplice lista di messaggi brevi, con talvolta informazioni sui loro autori. La pagina viene aggiornata automaticamente dopo un certo intervallo in modo da garantire la visibilità di nuovi messaggi. I messaggi più vecchi possono essere cancellati così da risparmiare spazio sul server.
Gli shoutbox sono solitamente gestiti in maniera simile a quella dei più complessi forum, con moderatori che possono cancellare messaggi e bandire certi username o indirizzi IP.
Occasionalmente possono essere incluse funzionalità come identificazione di impostori, flood control e filtri sui messaggi.